# Callodirphia zikani
Callodirphia zikani är en fjärilsart som beskrevs av Max Wilhelm Karl Draudt 1930. Callodirphia zikani ingår i släktet Callodirphia och familjen påfågelsspinnare. Inga underarter finns listade i Catalogue of Life.